# Línea Universitaria de La Plata
La Línea Universitaria de La Plata, también conocida como micro universitario, es un servicio de transporte de autobuses que opera en la ciudad de La Plata, Argentina, conectando las distintas facultades de la Universidad Nacional de La Plata. El servicio se abona con tarjeta SUBE, fue inaugurado en febrero del año 2014 y es, junto al Tren Universitario de La Plata y el Ecobús, uno de los tres transportes que acceden a las diferentes facultades de los dos campus principales de la UNLP.

## Recorridos
La línea dispone de dos ramales. Une el centro de la ciudad, en avenida 7 y calle 49, con las facultades ubicadas en la zona del Paseo del Bosque, entre la avenida 1, las calles 122 y 49 y la avenida 60.

### Extensión del Ramal
El ramal extendido sigue su recorrido por avenida 60 en vez de diagonal 79, con el objetivo de vincular Biblioteca Pública de la Universidad, la Facultad de Bellas Artes y Facultad de Trabajo Social, y el Bachillerato de Bellas Artes.

### Paradas
El ramal cuenta con siete paradas en su recorrido original:
- 7 y 49
- Facultad de Odontología
- Escuela Anexa
- Facultad de Informática
- Facultad de Humanidades y Psicología (comienzo y fin del recorrido)
- Facultad de Medicina
- 1 y 60

Alternativamente, el recorrido extendido incorpora la/s siguiente/s paradas.
- Plaza Rocha (incorporado en agosto de 2017)[3]

## Horarios
El primer servicio sale a las 7:30 de la mañana, para llegar finalmente al predio del ex BIM III a las 7:45 horas. En tanto, funciona hasta las 22:30 horas, con una frecuencia de 15 minutos. Por otro lado, existe un refuerzo en horas pico, que es cuando comienzan y terminan las cursadas de las asignaturas (cada dos horas).